# Neno Mori
Neno Mori (Venezia, 3 novembre 1899 – Venezia, 2 novembre 1968) è stato un pittore italiano.

## Biografia
Neno (Domenico) Mori nacque a Venezia il 3 novembre 1899. Dopo essersi diplomato all'Accademia di belle arti di Venezia sotto la guida di Vittorio Emanuele Bressanin, iniziò dal 1920 ad esporre regolarmente alle mostre allestite a Ca' Pesaro. In questi ambienti entrò in contatto col gruppo di artisti appartenenti alla seconda generazione della Scuola di Burano: tra loro Eugenio Da Venezia, Fioravante Seibezzi, Marco Novati e Mario Varagnolo.

Mazzorbo, 1937, Venezia, Collezione privata

Personaggio schivo e distante dalle mode artistiche dell'epoca, seppe distinguersi come pittore paesaggista e di nature morte, riscuotendo grande fama in tutta Italia. Moltissime furono le sue esposizioni a livello nazionale e internazionale tra cui si ricordano otto partecipazioni alla Biennale di Venezia, tre alla Quadriennale di Roma e varie presso la Fondazione Bevilacqua La Masa, e i vari premi ottenuti, tra cui il Premio Cremona e vari premi alle Biennali di Venezia.
Morì a Venezia il 2 novembre 1968.

## Mostre ed esposizioni

### Collettive
- 1932 - XVIII Biennale di Venezia, Mostra delle opere dei Concorsi per il decennale della marcia su Roma, Venezia
- 1932 - XXIII Esposizione dell'opera Bevilacqua La Masa, Fondazione Bevilacqua La Masa, Venezia
- 1933 - I Mostra del Sindacato Nazionale Fascista di Belle Arti, Palazzo del Parterre, Firenze
- 1933 - XXIV Esposizione dell'opera Bevilacqua La Masa, Fondazione Bevilacqua La Masa, Venezia
- 1934 - XIX Biennale di Venezia, Venezia
- 1935 - II Quadriennale nazionale d'arte, Palazzo delle Esposizioni, Roma
- 1935 - Mostra dei quarant'anni della Biennale, Venezia
- 1936 - XX Biennale di Venezia, Venezia
- 1937 - II Mostra del Sindacato Nazionale Fascista di Belle Arti, Palazzo dello Spagnolo, Napoli
- 1940 - XXII Biennale di Venezia, Venezia
- 1941- III Mostra del Sindacato Nazionale Fascista di Belle Arti, Palazzo dell'Arte, Milano
- 1948 - XXIV Biennale di Venezia, Venezia
- 1948 - Seconda mostra dei primi espositori di Ca' Pesaro (1920 - 1928), Fondazione Bevilacqua La Masa, Venezia
- 1948 - Rassegna nazionale delle arti figurative, Galleria nazionale d'arte moderna, Roma
- 1949 - 6 artisti veneziani alla Bevilacqua La Masa, Fondazione Bevilacqua La Masa, Venezia
- 1950 - XXV Biennale di Venezia, Venezia
- 1951 - VI Quadriennale nazionale d'arte, Palazzo delle Esposizioni, Roma
- 1951 - Mostra Premio Burano 1951, Burano
- 1953 - Mostra Premio Burano 1953, Burano
- 1954 - XXVII Biennale di Venezia, Venezia
- 1956 - XXVIII Biennale di Venezia, Venezia
- 1956 - Mostra Premio Burano 1956, Burano
- 1958 - Mostra nazionale del Premio Vallombrosa, Abbazia di Vallombrosa, Vallombrosa
- 1959 - 50 anni d'arte a Milano. Dal divisionismo ad oggi, Palazzo della Permanente, Milano
- 1959 - XIII Biennale d'arte triveneta, Palazzo della Ragione, Padova
- 1961 - Artisti e scrittori veneti, Fondazione Bevilacqua La Masa, Venezia
- 1970 - Pittori della Collezione Giulio Radi, Fondazione Bevilacqua La Masa, Venezia
- 1975 - mostra retrospettiva allestita al Centro d'Arte San Vidal di Venezia
- 1982 - La valigia ieri e oggi : Bevilacqua La Masa, Galleria internazionale d'arte moderna, Venezia
- 2010 - Nel Paesaggio, Villa Brandolini d'Adda, Pieve di Soligo
- 2010 - Settepittori Settemondi. La Bohème di Palazzo Carminati, Torre Massimiliana di S. Erasmo, Venezia
- 2018 - Atelier Venezia. Gli studi della Bevilacqua La Masa, 1901 - 1965, Fondazione Bevilacqua La Masa, Venezia
- 2020 - Premio Vasto 2020. Opere dalla Collezione, Musei di palazzo d'Avalos, Vasto

### Personali
- 1934 - Mostra dei pittori Neno Mori e Carlo Pizzini, Palazzo Thun, Trento
- 2002 - Neno Mori 1899-1968, Fondazione Querini Stampalia, Venezia
- 2002 - Neno Mori a Rovereto, Palazzo Del Bene, Rovereto

## Premi e riconoscimenti
- 1932 - Premio del Consiglio Provinciale dell'Economia Corporativa di Venezia alla XVIII Biennale di Venezia[1]
- 1940 - 4º premio al Premio Cremona
- 1941 - 1º premio al Premio Cremona
- 1946 - Premio "Casa editrice arte veneta" al Concorso di pittura "La Colomba"
- 1948 - Premio acquisto "A. Fradeletto" alla XXIV Biennale di Venezia
- 1951 - 1º Premio del paesaggio di Burano al Premio d'arte Burano, ex aequo con Gigi Candiani
- 1954 - Premio del Rotary Club alla XXVII Biennale di Venezia
- 1958 - 1º Premio al Premio Vallombrosa
- 1965 - 2º Premio al VII Premio Nazionale "Carlo Della Penna"[2]
- 1968 - 2º Premio e Medaglia d'Oro del Presidente della repubblica al X Premio Vasto[3]

## Mori nelle collezioni
- Museo civico di Rovereto, Rovereto[4]
- Museo Michetti, Francavilla al Mare[5]
- Galleria nazionale d'arte moderna e contemporanea, Roma[6]
- Palazzo del Quirinale, Roma
- Galleria internazionale d'arte moderna, Venezia[7]
- Fondazione Querini Stampalia, Venezia[8]